# David Luschnat
David Luschnat (* 13. September 1895 in Insterburg, Ostpreußen; † 1984 in Tourrettes-sur-Loup, Provence-Alpes-Côte d’Azur, Frankreich) war ein deutscher Schriftsteller.

## Leben
Luschnat war Sohn eines Pfarrers, seit 1908 lebte er in Berlin. Zunächst arbeitete er als Hilfsmonteur bei Siemens, dann leistete er Kriegsdienst im Ersten Weltkrieg, bei dem er 1918 schwer verwundet wurde. Das Fronterlebnis im Ersten Weltkrieg ließ Luschnat zum überzeugten Pazifisten werden, der eine Affinität zum Anarchismus und Sozialismus zeigte. Zwischen 1918 und 1925 war er als Gelegenheitsarbeiter tätig, u. a. als Transportbegleiter, Frachtenkontrolleur, Korrekturleser, Seifenhändler und Aufkäufer leerer Ölfässer. Bereits 1918 druckte die Zeitschrift Velhagen & Klasings Monatshefte sein Gedicht Wintermittag. Ab 1925 betätigte er sich freiberuflich als Lyriker und publizierte in mehreren deutschen Zeitschriften und in den Niederlanden, so in der linken Literaturzeitschrift links richten, 1932/1933 auch in De tribune, social-democratisch weekblat. Luschnat war befreundet mit Oskar Schirmer, der ebenfalls in Berlin publizierte. Luschnat war 1929 (u. a. mit Hannes Küpper, Marieluise Fleißer) in einer Rezitationsstunde des Südwestdeutschen Rundfunks zu hören. 1931–1933 war er Mitglied im Vorstand im Schutzverband deutscher Schriftsteller (SDS), bis März 1933 deren Schriftführer. Mit Georg Lukács und Andor Gábor versuchte er vergeblich, Carl von Ossietzky zur Flucht aus dem Reich zu überreden.
Während der ersten Wochen der NS-Diktatur wurde er mehrfach interniert. Er war Herausgeber des illegalen Monatsblattes Der freie Schriftsteller. im März 1933 floh er über Amsterdam nach Paris. Dort war er an der Neugründung des SDS beteiligt, hielt Vorträge Im Freundeskreis der Societé d'Etudes gemaniques an der Sorbonne, war Mitarbeiter der Notgemeinschaft und übernahm bis 1934 den Posten des Sekretärs. In Paris schrieb er u. a. für die Zeitschrift Het fundament, die von Wolfgang Cordan mitherausgegeben wurde. David Luschnat konnte sich aus materiellen Gründen nicht in Paris halten und ging 1934 in die Schweiz mit der Hoffnung, dort in seiner Muttersprache veröffentlichen zu können. Da er mittellos war, wurde er bald ausgewiesen. Joseph Roth verwandte sich für ihn in einem Brief an den Zürcher Literaturkritiker Carl Selig:
Der deutsche Schriftsteller David Luschnat, kein Kommunist, nicht einmal ein Jude, ein ganz harmloser Mann mit einigen seltsamen Ideen, ist aus der Schweiz ausgewiesen. […] David Luschnat hat nichts mehr getan als Herr Thomas Mann.
Es folgte ein Spanienaufenthalt. 1939/40 wurde Luschnat in Frankreich interniert; nach seiner Freilassung tauchte er unter und lebte bis Kriegsende illegal in Südfrankreich. Finanzielle Unterstützung erfuhr er durch den American Guild mit einer Arbeitshilfe von 50 Dollar. 1945 kehrte Luschnat als Angestellter der französischen Militärbehörden nach Baden-Baden zurück.
Nach 1945 gelang es Luschnat nicht mehr, in Deutschland literarisch Fuß zu fassen. 1948 kehrte er nach Südfrankreich zurück, nachdem er in einem Brief an Bertolt Brecht um Unterstützung für seine Familie gebeten hatte:
„Wir wohnen in zwei kleinen Hôtelzimmern zahlen dafür 260.- ffrs pro Tag, suchen Arbeit und eine Wohnung, finden beides nicht. Wenn Sie bewirken könnten, dass uns einmal ein Lebensmittelpaket aus der Schweiz von einer Hilfsstelle geschickt wird, wäre ich Ihnen dankbar.“
Luschnat lebte mit seiner Frau Lotte Hoffmann-Luschnat in den folgenden Jahren in Tourrettes-sur-Loup nahe Nizza. Sein schmales Werk umfasst neben mehreren Lyrikbänden (Die Sonette der Ewigkeit, Abenteuer um Gott, Sonette vom Weg und Sinn) auch Essays, Reden, Erzählungen, einen Roman (Wind gesät, Sturm geerntet) und ein Hörspiel.

## Werke (Auswahl)
- Kristall der Ewigkeit. Gedichte von D. Luschnat. Berlin-Schöneberg: Selbstverlag o. J. [1926]
- Die Sonette der Ewigkeit. München, Paul Stangel Verlag der Istist-Bücher, 1927.
- Die Reise nach Insterburg: Novelle. P. Reclam, 1927.
- Schriftsteller und Krieg. Baden-Baden, 1947 (= Schriftenreihe Zwei Welten)
- Inflation der Worte. Magie des Wortes. Vortrag gehalten am 20. Juni 1957 in der Buchhandlung Elwert und Maurer, Berlin-Schöneberg. Schriftenverzeichnis 1926–1949. Selbstverlag, Berlin, 1957.
- Bleibende Zeitgestalt. Gedichte. Dülmen, Kreis der Freunde, 1963.
- Die siebenfache Menschentötung am 30. November 1933 im Klingelpützgefängnis zu Köln am Rhein. Hörspiel. Tourrettes sur Loup, Privatdruck des Verfassers. Erste Ausgabe, in einer Auflage von 5000 Exemplaren, 1967.